# Das Liebesverbot
Das Liebesverbot, oder Die Novize von Palermo (« La défense d'aimer, ou la Novice de Palerme ») est un opéra en deux actes composé par Richard Wagner d'après la pièce de William Shakespeare, Measure for Measure (Mesure pour mesure).

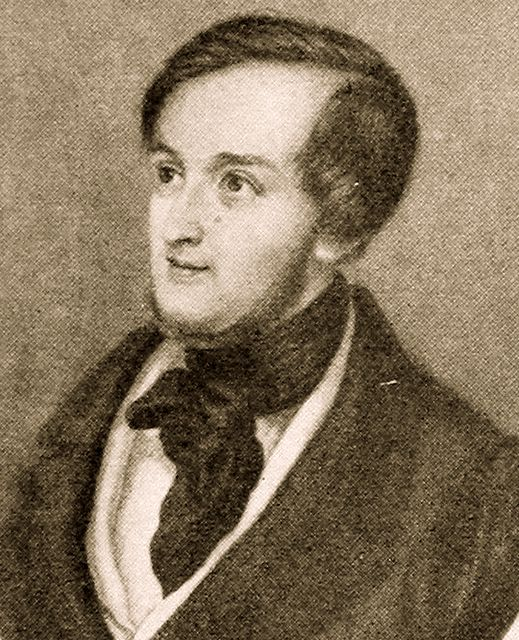
Portrait de jeunesse de Richard Wagner.

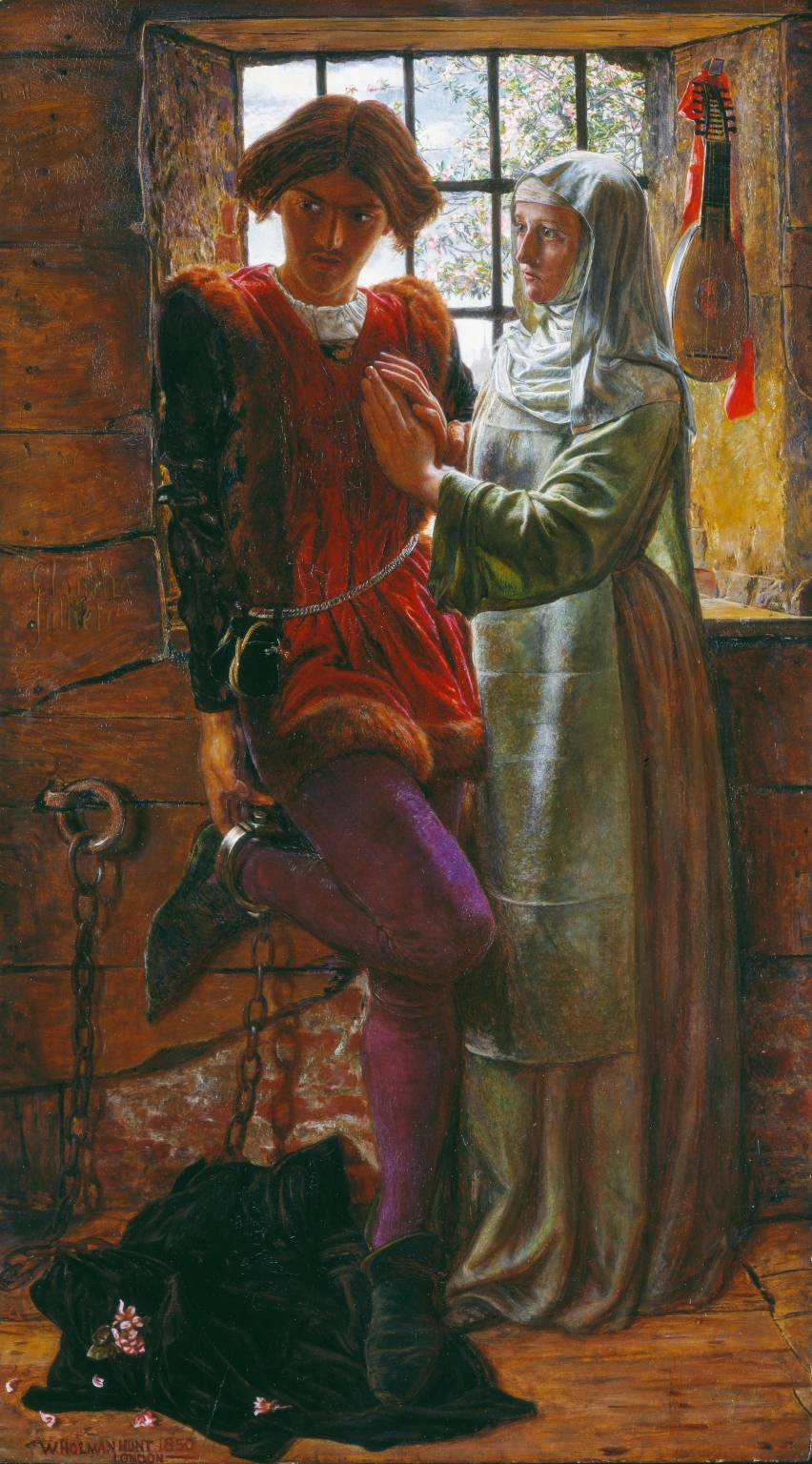
Claudio and Isabella, dans Mesure pour mesure, par William Holman Hunt (1850).

Il a été composé en 1834, et Wagner en dirigea la première représentation le 29 mars 1836 à Magdebourg.
Cet opéra, d'un ton léger et alerte, appartient à la jeunesse de Wagner, tant par son style que par ses influences. On note l'influence prépondérante d'un certain italianisme, la manière d'un Rossini. Ce n'est que par la suite que Wagner découvrira et inventera un style plus personnel, plus proche du récit mythique que de la comédie légère. 
L'œuvre d'une durée approximative de cinq heures est rarement jouée dans sa version intégrale. Le livret, en allemand, comporte,  des récitatifs secco (recitativi secchi : récitatifs secs), voire, à la manière d'un singspiel, des passages entièrement parlés ; pratique contre laquelle le Wagner de la maturité s'insurgera.
Les chœurs, relativement nombreux dans la partition, et l'orchestration assure une vivacité pleine d'une jeunesse presque naïve[réf. souhaitée]. Il est certain qu'en dépit de ses brillants morceaux, l'œuvre marque une étape dans la démarche, dépassée par la suite ; ce qui explique sans doute que cet opéra soit oublié.

« C'est à cette époque aussi qu'il commença à composer son opéra La Défense d'aimer (intitulé aussi La Novice de Palerme) qu'il acheva en 1836, alors qu'il était directeur du théâtre de Magdeburg. Une seule exécution de cette œuvre eut lieu  précipitamment le même hiver, avant le licenciement de la troupe de théâtre. Depuis, après avoir causé mille ennuis à son auteur, elle ne fut jamais reprise. »

— Albert Lavignac, Le Voyage artistique à Bayreuth.
En 1983, l'orchestre national de Bavière, sous la direction de Wolfgang Sawallisch, donna une version  brillante mais incomplète de cette œuvre (elle était significativement écourtée, puisque d'une durée de trois heures seulement).

## Rôles
| Rôles                                                           | Voix          | Distributions                     | Distributions                        |
| Rôles                                                           | Voix          | Création                          | Première en France                   |
| Rôles                                                           | Voix          | Magdebourg, 29 mars 1836          | Strasbourg, 8 mai 2016               |
| Rôles                                                           | Voix          | Chef d'orchestre : Richard Wagner | Chef d'orchestre : Constantin Trinks |
| --------------------------------------------------------------- | ------------- | --------------------------------- | ------------------------------------ |
| Friedrich, Vice roi en Sicile pour le compte du roi d'Allemagne | baryton-basse | Gräfe                             | Robert Bork                          |
| Luzio, jeune noble                                              | ténor         | Ignaz Freimüller                  | Benjamin Hulett                      |
| Claudio, jeune noble                                            | ténor         | Schreiber                         | Thomas Blondelle                     |
| Antonio, leur ami                                               | ténor         |                                   | Peter Kirk                           |
| Angelo, leur ami                                                | baryton       | Friedrich Krug (sv)               | Jaroslaw Kitala                      |
| Isabella, sœur de Claudio                                       | soprano       | Karoline Pollert                  | Marion Ammann                        |
| Mariana                                                         | soprano       | Mathilde Limbach                  | Agnieszka Slawińska                  |
| Brighella, capitaine du guet                                    | baryton       | Wilhelm Kneisel                   | Wolfgang Bankl                       |
| Danieli, aubergiste                                             | basse         |                                   | Norman Platzte                       |
| Dorella                                                         | soprano       | Schindler                         | Hanne Roos                           |
| Pontio Pilato, entremetteur                                     | ténor         |                                   | Andreas Jaeggi                       |
| Nonnes, juges, gardes, citadins, musiciens                      |               |                                   |                                      |